# Jānis Timma
Jānis Timma (Krāslava, 2 luglio 1992 – Mosca, 17 dicembre 2024) è stato un cestista lettone.

## Biografia

### Carriera
Fu selezionato dai Memphis Grizzlies al secondo giro del Draft NBA 2013 (60ª scelta assoluta).
Il 13 marzo 2019 venne ceduto in prestito fino al termine della stagione dall'Olympiakos al Chimki, dove poi il 27 giugno firmò un contratto biennale.

### Morte
Morì nella notte del 17 dicembre 2024, all'età di 32 anni, a Mosca. All'inizio la notizia venne data come un suicidio ma le dinamiche dell'evento sono ancora poco chiare e le indagini sono in corso. Non si esclude la pista dell'istigazione al suicidio.

## Statistiche

### Eurolega
| Anno      | Squadra        | PG | PT | MP   | TC%  | 3P%  | TL%  | RP  | AP  | PRP | SP  | PP   |
| --------- | -------------- | -- | -- | ---- | ---- | ---- | ---- | --- | --- | --- | --- | ---- |
| 2017-2018 | Saski Baskonia | 33 | 27 | 22,8 | 48,3 | 41,2 | 76,7 | 2,4 | 1,3 | 0,9 | 0,1 | 7,6  |
| 2018-2019 | Olympiakos     | 23 | 9  | 11,5 | 42,4 | 40,4 | 50,0 | 0,9 | 0,7 | 0,3 | 0,1 | 3,4  |
| 2019-2020 | Chimki         | 21 | 20 | 29,9 | 42,2 | 37,5 | 68,2 | 3,1 | 2,0 | 1,2 | 0,3 | 12,5 |
| 2020-2021 | Chimki         | 16 | 10 | 24,9 | 36,5 | 35,0 | 72,7 | 2,8 | 0,9 | 1,0 | 0,2 | 7,1  |
| 2021-2022 | UNICS Kazan'   | 3  | 2  | 9,5  | 16,7 | 16,7 | -    | 0,7 | 1,0 | 0,7 | 0,0 | 1,0  |
| Carriera  | Carriera       | 96 | 68 | 21,6 | 42,8 | 38,2 | 70,4 | 2,2 | 1,2 | 0,8 | 0,1 | 7,4  |

### Eurocup
| Anno      | Squadra              | PG | PT | MP   | TC%  | 3P%  | TL%  | RP  | AP  | PRP | SP  | PP   |
| --------- | -------------------- | -- | -- | ---- | ---- | ---- | ---- | --- | --- | --- | --- | ---- |
| 2014-2015 | VEF Rīga             | 9  | 9  | 28,9 | 46,7 | 38,9 | 66,7 | 4,7 | 4,1 | 1,2 | 0,0 | 12,6 |
| 2015-2016 | Zenit S. Pietroburgo | 16 | 11 | 28,8 | 44,4 | 32,0 | 84,8 | 5,4 | 3,4 | 1,2 | 0,3 | 12,6 |
| 2016-2017 | Zenit S. Pietroburgo | 13 | 10 | 29,0 | 52,4 | 44,3 | 76,0 | 4,7 | 2,9 | 0,9 | 0,5 | 16,2 |
| Carriera  | Carriera             | 38 | 30 | 28,9 | 47,9 | 38,1 | 78,6 | 5,0 | 3,4 | 1,1 | 0,3 | 13,8 |

## Palmarès

### Squadra
- Campionato lettone: 2

Ventspils: 2013-14
VEF Riga: 2014-15
- Lega Baltica: 1

Ventspils: 2012-13

### Individuale
- VTB United League Young Player of the Year: 1

VEF Rīga: 2014-15
- Lega Baltica: 1 MVP Finals

Ventspils: 2012-13